# 春天倒懸鸚鵡

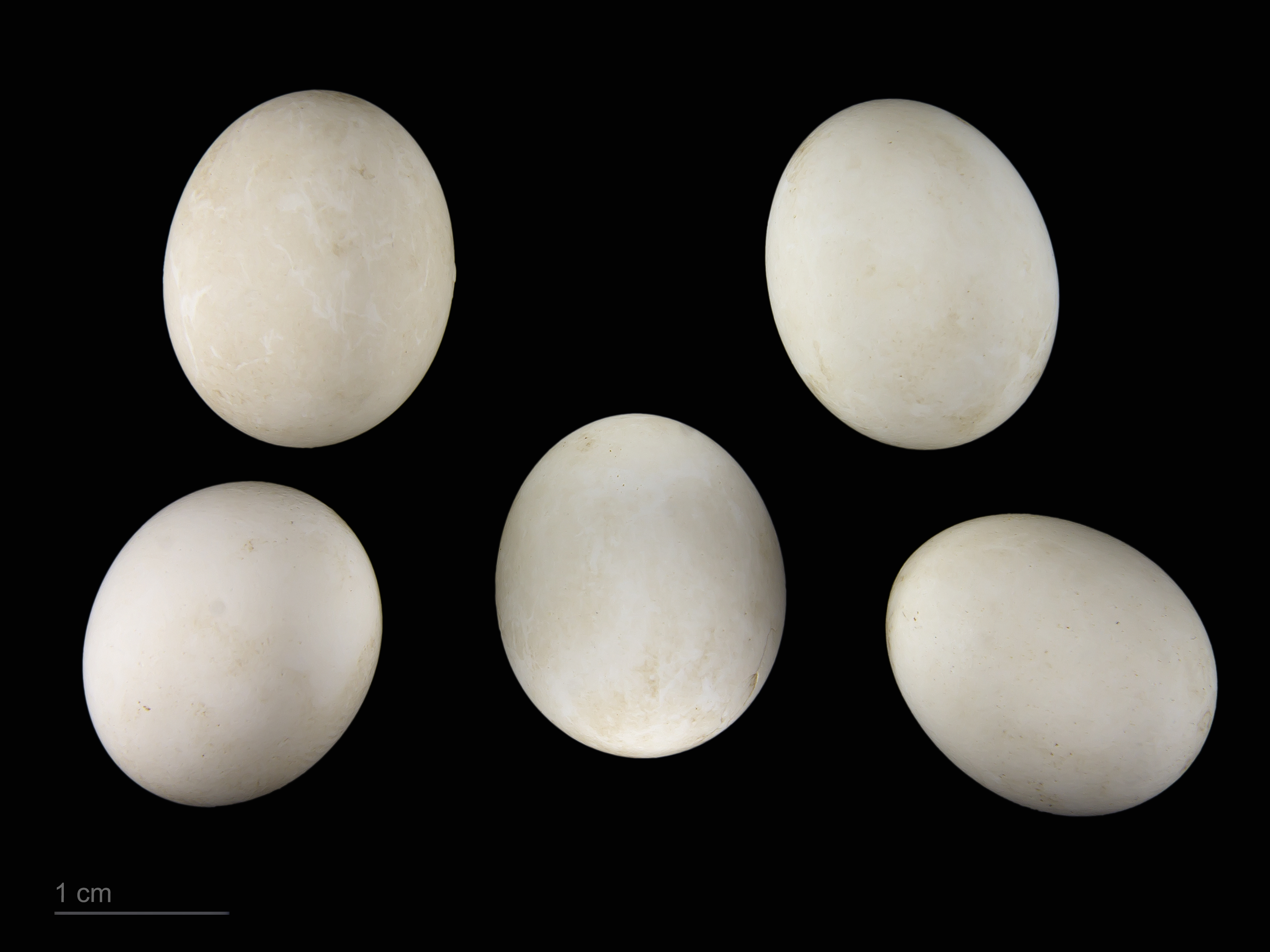
卵 Loriculus vernalis

是一种小型鹦鹉，短尾鹦鹉属的典型物种。

## 生态环境
平原或低山地带的林木茂盛地方及耕地的植物丛中，尤其是多花的树木。

## 分布地域
中国的云南（西盟山）、印度、锡金、孟加拉、斯里兰卡、中南半岛。

## 特征
羽毛为绿色，体型很小，加上尾巴也只有14cm左右。

## 食性
果实（尤其喜爱无花果和番石榴）、浆果、花、花蜜和种子；对庄稼有一定破坏；喜食Toddy（棕榈酒），有时喝得太多甚至会摇摇摆摆。

## 繁殖
每年1-4月繁殖，在枯树或树洞中营巢，通常离地不高，雌鸟通过腰部羽毛携带巢材，产2至4枚卵，雌雄共同孵卵和育雏，卵尺寸19.1 x 15.8 毫米。

## 外部連結
- 维基共享资源上的相關多媒體資源：春天倒懸鸚鵡
- 維基物種上的相關：春天倒懸鸚鵡